# Форест-Прери (тауншип, Миннесота)
Форест-Прери (англ. Forest Prairie) — тауншип в округе Микер, Миннесота, США. На 2000 год его население составило 869 человек.

## География
По данным Бюро переписи населения США площадь тауншипа составляет 91,7 км², из которых 88,8 км² занимает суша, а 2,9 км² — вода (3,14 %).

## Демография
По данным переписи населения 2000 года здесь находились 869 человек, 300 домохозяйств и 249 семей.  Плотность населения —  9,8 чел./км².  На территории тауншипа расположена 361 постройка со средней плотностью 4,1 построек на один квадратный километр. Расовый состав населения: 99,42 % белых, 0,12 % афроамериканцев и 0,46 % приходится на две или более других рас.
Из 300 домохозяйств в 39,0 % воспитывались дети до 18 лет, в 77,0 % проживали супружеские пары, в 3,0 % проживали незамужние женщины и в 17,0 % домохозяйств проживали несемейные люди. 13,3 % домохозяйств состояли из одного человека, при том 5,0 % из — одиноких пожилых людей старше 65 лет. Средний размер домохозяйства — 2,90, а семьи — 3,19 человека.
28,9 % населения — младше 18 лет, 6,1 % — в возрасте от 18 до 24 лет, 27,3 % — от 25 до 44, 28,5 % — от 45 до 64, и 9,2 % — старше 65 лет. Средний возраст — 37 лет. На каждые 100 женщин приходилось 109,4 мужчин.  На каждые 100 женщин старше 18 приходилось 113,8 мужчин.
Средний годовой доход домохозяйства составлял 46 375 долларов, а средний годовой доход семьи —  49 444 доллара. Средний доход мужчин —  32 788  долларов, в то время как у женщин — 22 083. Доход на душу населения составил 17 340 долларов. За чертой бедности находились 5,2 % семей и 7,6 % всего населения тауншипа, из которых 10,6 % младше 18 и 4,1 % старше 65 лет.